# Психодинамика
Психодина́мика — дисциплина, раздел психологии, изучающий взаимодействие разных частей психики человека, их способность порождать эмоциональные и мотивационные силы, определяющие состояние разума и поведение человека. Основателем психодинамики является Зигмунд Фрейд, чьи идеи затем развили Карл Юнг, Альфред Адлер, Мелани Кляйн и др.

## История
Идею психодинамики Фрейду подал его университетский преподаватель, немецкий физиолог Эрнст Вильгельм фон Брюкке, который рассматривал все живые организмы, включая человека, как энергетические системы, к которым применимы законы термодинамики, и в частности закон сохранения энергии, который утверждает, что количество энергии в отдельно взятой системе всегда постоянно, энергия может перемещаться и преобразовываться в разные её виды, но не может возникнуть из ниоткуда или исчезнуть в никуда.
Молодой Фрейд решил развить эту теорию, предположив, что в разуме человека циркулирует особая психическая энергия — либи́до, которая под воздействием борющихся в разуме человека сил (позднее Фрейд определит это как борьбу эго с ид, суперэго и внешним миром) трансформируется в разные виды поведения. Будучи восхищённым термодинамикой, Фрейд решил по аналогии назвать свою теорию психодинамикой. Психодинамика лежит в самой основе идей Зигмунда Фрейда.